# Evil Geniuses
Evil Geniuses là một tổ chức gaming chuyên nghiệp đặt trụ sở tại Hoa Kỳ. Được thành lập vào năm 1999, Evil Geniuses được biết đến như một tổ chức thể thao điện tử Bắc Mỹ hàng đầu, kiêu hãnh sở hữu dàn gamer cực kì thành công trải dàn trên nhiều dòng game thi đấu khác nhau. Evil Geniuses hiện là một thành viên của liên đoàn G7 Teams  và giành chức vô địch The International 2015 (giải đấu esport có tổng giá trị tiền thường lớn nhất lúc bấy giờ).

## Valorant
Vào ngày 27 tháng 1 năm 2021, Evil Geniuses gia nhập Valorant với đội hình đầu tiên bao gồm Temperature, aleksandar, Osias, clawdia và Potter.
Vào ngày 21 tháng 9 năm 2022, họ được chọn làm đối tác để thi đấu trong Valorant Champions Tour châu Mỹ. Đội hình xuất phát bao gồm Alexander "jawgemo" Mor, Corbin "C0M" Lee, Ethan "Ethan" Arnold, Kelden "Boostio" Pupello và Brendan "BcJ" Jensen, với Potter là huấn luyện viên.
Trong mùa giải Valorant Champions Tour (VCT) năm 2023, Evil Geniuses phải đối mặt với một loạt thử thách dẫn đến tình trạng bất lợi của họ khi Valorant Champions Tour diễn ra. Với thành tích 1–4 đầu mùa giải, họ đã phải vật lộn để lấy lại động lực. Sau khởi đầu tệ hại, EG đã trải qua một cuộc đại tu đội hình, chuyển BcJ sang đội dự bị và Demon1 vào đội hình xuất phát. Bất chấp khởi đầu tệ hại của họ, cũng như trận thua 0–13 chưa từng có trước LOUD, Evil Geniuses đã suýt giành được một suất tham dự vòng loại trực tiếp giải đấu châu Mỹ. Bất chấp mọi khó khăn, đội đã thể hiện đủ tốt ở vòng loại trực tiếp để đủ điều kiện tham dự Masters Tokyo và Valorant Champions 2023 vào cuối năm đó. Tại Masters Tokyo, Evil Geniuses đã thể hiện trên cả sự mong đợi, đánh bại các đội như LOUD, nhà vô địch Châu Mỹ và Paper Rex, nhà vô địch Thái Bình Dương. Evil Geniuses đã có thể cán đích ở vị trí thứ hai, khi thua 0-3 trước Fnatic trong trận Chung kết. Trong Valorant Champions 2023, Evil Geniuses một lần nữa tiến tới Chung kết, đối mặt với Paper Rex. Và họ kết thúc loạt trận với tỷ số 3-1, trở thành đội Bắc Mỹ đầu tiên vô địch Valorant Champions.
Vào ngày 26 tháng 1 năm 2024, Evil Geniuses tiết lộ đội hình mới của họ bao gồm Jawgemo, Apoth, Derrek, supamen và NaturE, với Potter là huấn luyện viên trưởng và Mike "pho" Panza là trợ lý huấn luyện viên.

## Cựu thành viên nổi tiếng
- Manuel "Grubby" Schenkhuizen (Warcraft III, StarCraft II)
- Nuno "Wenyr" Correia (World of Warcraft)
- Clinton "Fear" Loomis ("Dota 2")
- Peter "ppd" Dager ("Dota 2")
- Ludwig "zai" Wahlberg ("Dota 2")
- Rasmus "MISERY" Filipsen (Dota2)